# 광동 체제
광동 체제(廣東體制, 영어: Canton System)는 건륭제가 광동성(廣東省) 광주(廣州)에 공행(公行)을 허용한 청(淸) 건륭(乾隆) 22년(1757)에서 남경조약(南京條約)이 체결된 도광(道光) 22년(1842) 사이, 청나라와 서구권 국가 사이에 존재했던 무역 관리 체제이다.

## 광동 체제가 성립하게 된 배경

### 해금(海禁)에서 무역으로
캔톤(Canton) 혹은 광주항(廣州港)은 예로부터 남중국해 · 인도양 여러 나라에 대한 무역항으로서 가동되고 있었다. 그러나, 청나라가 성립한 당초, 정씨 왕국(鄭氏王國) 등의 반항 세력이 외국 상인과 제휴할 것을 염려하여, 해외 교역을 제한하는 쇄국정책, 즉 해금(海禁)이 취해졌다.
17세기 종반이 되면 삼번의 난의 평정(강희20년 1681년), 정씨 왕국의 귀순(강희 22년 1683년) 등 국내가 안정되어, 강희제는 1684년에 쇄국정책을 해제하고, 해관(海關, 세관) 설치 등의 조치를 행함에 더하여, 외국과의 무역을 공인하였다. 당초에는 마카오(Macao, 澳門) 등 4개의 항구가 외국과의 무역을 행하는 장소로 지정되었다. 일본·캄보디아를 시작으로 프랑스·네덜란드 등의 "무역"을 행하는 여러 나라는 종래의 조공국과는 달리, 중상(中商, 중국 상인)과 이상(夷商, 외국 상인)이 항구를 통하여 교역을 행하는 관계였다.

### 광동 일항(一港) 체제로
외국과의 교역을 둘러싸고, 광주를 관리하는 월해관(粤海關, 1685년 설치)은 민해관(閩海關) 관할하의 하문(夏門), 절해관(浙海關) 관할하의 영파(寧波)와 경쟁관계에 있었다. 18세기 중반에는, 각지의 물산이 많이 모이는 강남(江南)을 배후지로 하고, 거래액이 많은 대(對)일본 교역을 담당한 영파가 우위에 섰다. 절해관은 영파의 행정구역 내에 있는 주산 군도(舟山群島) 정해(定海)에 서양의 선박이 기항하는 구역을 설정하였으므로, 영국 상인들이 정해로 모여들어 명주·차(茶) 등을 사들이게 되자, 광주의 쇠퇴가 뚜렷해졌다.
그러자, 광주에 이권을 가진 팔기군(八旗軍)과 관료 등이 조정을 움직여, 건륭 22년(1757)에 건륭제(乾隆帝)는 서양인과의 교역의 창구를 광주로 한정하도록 상유(上諭)를 내렸다. 무역항이 광주에만 한정된 이유는 서양의 배들을 광주에 집중하게 한 것으로, 이익은 광동에만 그치지 않고, 강서(江西) 등 광범위하게 미친 것도 이러한 어명을 내린 이유 중 하나로 거론되고 있다. 당시, 강남은 이미 일본과의 교역(나가사키무역, (長崎貿易))을 거의 독점하고 있어, 그에 더하여 서양인까지도 영파에 집중되면, 화남(華南)이 남겨져, 나라 전체의 균형이 붕괴될 가능성이 있었기 때문이었다.

### 광주십삼행(廣州十三行)과 관세징수 체계
중국에는 아인(牙人) 또는 아행(牙行)이라고도 불리는 중개매매인의 활동이 활발하였다. 명나라 후기에 해금(海禁)이 완화되어 국외무역이 허용된 때에도 수많은 아인 중에서 일부에게 거래를 집중시키면서 동시에 징세도 대행하게 하여, 그들을 통하여 상인 전체를 파악하는 방책이 채택되었다.  명조를 계승한 청조(淸朝)도 마찬가지로, 국내교역·국외무역을 불문하고, 징세를 담당하는 아행을 당국이 설정하고, 징세와 아행의 상거래가 일체화된 제도를 펼쳤다. 광주에 이러한 아행은 수십행(行)이 있었으나, 1720년(강희 58년) 이후, 서양무역의 취급은 광주십삼행(廣州十三行) 혹은 광동십삼행(廣東十三行)이라고 불리는 특권 상인 길드에 제한되었다.
이러한 제도는 유럽인의 눈에는 전근대적인 길드의 독점 또는 보호무역정책으로 비쳤다. 그러나, 중상주의의 일환으로써 국내산업의 보호정책이 채택되었던 유럽 여러나라과는 달리, 묵시적으로라도 해외로 산물이 팔릴 수 있는 청나라에서는 무역에 관한 여러 정책은 국내산업의 보호라기보다는 평화의 유지나 치안유지의 측면이 강하였고,  광주십삼행에 의한 무역의 독점도 과세 강화를 위한 시책이었다.
이상의 건륭제의 상유(上諭)로서, 서양상인을 대상으로 하여 교역항을 광동 한 항구에 한정하고, 특권상인에게 무역을 행하게 하는 체제가 성립하였다. 이로서 광동 체제가 성립하게 된다.

## 광동 체제하의 외교 · 통상

### 보상(保商) 제도
광동 체제 하에서 유럽 상인들은 서양에서 배로 출발하여, 포르투갈이 거류권을 얻은 마카오에 체류한 뒤, 무역이 가능한 10월부터 1월까지에 한해, 행상인이 설치한 광주항의 이관(夷館)구역 (서양상인들이 이를 Canton Factory라고 불렀던 외국인 거류구역) 내에 거처를 마련하였다. 유럽 상인들은 이관구역 내로 활동이 제한되어, 청나라 국내상인과의 직접 거래는 금지되었다. 무역 시에는, 광주십삼행 중의 한 행을 보상(保商, security merchant)으로 지정할 필요가 있었고, 지정된 보상은 그 외국 선박의 교역에 따른 납세, 현지의 청나라 조정 당국과의 연락 · 교섭 등 일체를 담당하였으니, 외국인과 청나라 정부간의 직접적인 교섭은 금지되었다. 유럽인에 제시된 상품가격은 관세 외에, 거룻배나 창고의 사용료 등 제반 경비를 포함한 상세한 내역은 개시되지 않았고, 유럽인은 세금의 상세를 알 기회도 주어지지 않았다. 또한 유럽인은 보상의 허가 하에 그 이외의 자와도 거래를 할 수 있었으나, 그 경우에는 보상에게 일정한 금액을 지불하여야만 하였다.
청나라 조정이 보상제도를 펼친 목적은 과세 강화에 있었다. 광주십삼행 등의 아행은 자신의 거래와 동시에 거래상대방으로부터 징세를 행하였고, 이를 세관에 납부하였다. 그러나, 상업에 대한 법적 보호가 충분하지 않았던 청나라에서는 대자본의 집중 · 축적이 곤란하였던 아행은 충분한 잉여자금을 가지지 않았고, 실제로는 구입품을 전매하여 그 대금으로부터 관세를 변통하였다. 한편, 당시 영국이 수출에 힘을 쏟았던 모직물 제품은 중국에서는 수요가 희박하였고, 아행이 수입품을 모조리 팔기까지는 시간을 요하여, 체납이나 일부 미납 등 세금의 안정적인 납입에 문제가 발생하였다. 이러한 상황에 대하여, 자력이 풍부한 아행에게 납세의 책임을 지게 하여, 관세 납입의 안정화를 기하도록 한 것이 보상제도였다.
이 체제는 보상에게 권한이 집중됨과 함께, 누구로부터라도 문제가 생기는 경우, 청 당국이 그 책임을 보상에게 전가하는 경향을 보여, 훗날 아편 밀수가 격증한 때에도 유효한 금지책이 먹히지 않는 이유가 되었다.

### 화이(華夷)질서와 근대적 조약과의 괴리
광동체제 하에서는 수출품(명주 등)에 양적 제한이 가해지고, 수출금지조치 (최고급 명주, 쌀, 소금, 아연 등)도 취해졌으며, 외국측과의 분쟁이 발생한 때에는 그 국가와의 무역이 일시적으로 정지되었다. 이러한 일방적인 제한이 행해진 것은 당초 청나라 측에는 화이(華夷)질서에 기초하여, 이들 유럽 여러나라를 "조공국"으로 간주하고, 상인과의 사이에 행한 무역도 "조공무역"이 변형된 것으로 자리 매김한 것에 기인한다. 유럽 상인은 1759년에 제정된 방범이인장정(防範夷人章程)이라는 규칙에 의해 생활이나 행동이 엄격히 제한되었다.  이로 인해, 자국과 외국 상인의 통교를 금하고, 해금(海禁) 정책과 종래 형태의 조공무역의 전형적인 예로 볼 수 있는 것도 많으나, 실제로는 광주항을 통한 한정무역 체제에 가깝고, 세관에 해당하는 월해관(粵海關) 감독을 시작으로 하는 청나라 관료와 보상(保商)이라 불리게 된 광주십삼행(廣州十三行) 중에서 선택된 상인에 책임을 지게 하는 반관반민(半官半民)적인 관리무역 체제였고,  조선이나 류큐(琉球) 등의 조공국과는 다른 호시(互市)로서 자리매겨진 것이 《황조문헌통고》(皇朝文獻通考), 《대청회전》(大淸會典) 등의 사료에서 엿볼 수 있다.  이것은 일본의 에도 막부가 네덜란드 동인도 회사에 대하여 무역항을 나가사키(長崎) 데지마(出島) 1개소에 한정하여, 행동을 제한하고 관리무역을 행했던 "데지마 체제"에 대비되고, 카톨릭 선교사의 배제라고 하는 공통점도 볼 수 있다.
그러나, 유럽 상인, 그 중에서도 산업혁명을 거쳐 상업이 발흥한 영국의 상인들에 있어서, 각종 교섭이 반드시 보상(保商)을 통하여 행하여져야만 하고, 직접 지방정부·중앙정부와 교섭할 수 없었던 것은 불편한 것이었다. 그 중에서도 외국인에 관한 재판을 청나라 측이 행하려고 하는 경향은 청나라 측의 사법 체계에 불신감을 가진 유럽인들에 있어서 저항이 컸다. 예를 들어, 건륭 49년(1784년), 영국 선박이 광주만에서 축일의 축포를 격발했을 때, 오인하여 청나라측의 관리를 사상케한 사고가 발생하였다. 격노한 청나라 측은 선박의 화물관리원을 인질로 하여, 거류지를 봉쇄하고, 무역도 정지시켰을 뿐만 아니라, 포수의 인도를 요구하였다. 영국측이 할 수 없이 인도에 응하자, 직접 청나라 측의 법에 의하여 사형에 처해진 사건이 있었다. 이러한 상황을 타개하기 위한 목적으로, 청나라와의 정식 국교·통상 조약 등을 체결하는 것이 현지 영국상인으로부터 본국으로 요청되었다.
이러한 목소리를 접수한 영국왕 조지 3세(George III)는 광동 1항에 한정된 교역항의 확대나 특권상인에 의한 독점교역의 제한, 관세율 등의 개선을 위해, 1792년에 조지 매카트니를 수석 전권으로 하는 최초의 국왕 사절을 파견하여, 가능하면 통상조약을 체결하고자 시도하였다.

## 폐기
1842년 남경조약(南京條約)을 계기로, 영국인들은 아무런 제한이나 방해 없이 상업적 목적으로 광주, 상해(上海), 하문(廈門), 영파(寧波), 복주(福州)에서 거주하는 것이 허가되었다. 게다가 조약문 제5장에서는 광동체제를 폐기하도록 명기하였고, 영국인들은 누구든 원하는 사람과 새로 열린 항구에서 거래할 수 있었다.
1859년 광주 무역은 이전 상관보다 서쪽으로 조금 옮겨진 사면도(沙面島)의 개간된 모래톱에 있는 새로운 곳으로 옮겨졌다. 이때 외국 교역 대부분은 남경조약으로 영국 식민지가 된 홍콩, 그리고 북경과 내륙운하의 대동맥과 같았던 대운하 및 황하(黃河) 근처의 북방 항구들로 옮겨졌다. 1866년, 18개 외국 기업만이 광주에 사무실이 있었던 반면, 영국 인도인과 로버트 하트(Sir Robert Hart)가 고용한 중국해관총세무사(Imperial Maritime Customs Service)가 고용한 영국계 인도인 및 관세 조사로 배에 승선하였던 승선세관원(tidewaiter)들을 제외하고 고작 60명 외교관만이 광주에 채류하였다.

## 유산
매사추세츠 제너럴 병원(the Massachusetts General Hospital), 맥린병원(McLean Hospital), 보스톤 문예진흥회(the Boston Athenæum), 벙커힐 기념관(the Bunker Hill Monuments), 기타 공공도서관들, 고아원 1곳은 아편 밀무역 과정에서 지어졌다.
홍콩(Hong Kong) 영국 식민지(British Colony)가 되자, 상인 대다수는 새로운 서구 아행(牙行, The Hongs, hong merchants) 세대가 주도하였다. 이들 회사 대부분은 새로운 홍콩 경제(Hong Kong economy)의 중추가 되었다.

## 부록

### 참조주
1. ↑  행(行)은 길드·그룹을 의미하며, 원래는 항(行)으로 발음한다.
2. ↑  광주십삼행이라는 말은 반드시 13개의 상인으로 구성되었음을 뜻하는 것이 아니고, 명나라 때부터 전통적인 호칭이 그대로 사용되었던 것이다.
3. ↑  "중국 정부는 광주에서 교역하는 영국 상인들에게 오직 정부에서 허가받은 공행(公行, Cohong)과 교역하도록 강제하였으며, 황제는 영국 상인이 거주할 모든 항구에서 장차 이러한 관습을 폐기하고, 영국인이 원하는 어떤 사람과 상품 교역을 수행하도록 허락하는 것에 동의한다."

### 내용주
1. ↑  이와이 2009, 38쪽.
2. 1 2  이와이 2009, 43~47쪽.
3. 1 2  랴오 2009.
4. 1 2 3 4  우에다 2005, 360~362쪽.
5. ↑  오카모토 1999, 70쪽.
6. ↑  와타나베 · 스기야마 2008, 119쪽.
7. ↑  오카모토 1999, 11~12, 70~71쪽.
8. ↑  기시모토 · 미야지마 1998, 295쪽.
9. ↑  와타나베 · 스기야마 2008, 120쪽.
10. 1 2 3 4  이노우에 1995, 14쪽.
11. ↑  오카모토 1999, 151~154쪽.
12. ↑  오카모토 1999, 12, 14, 92쪽.
13. ↑  오카모토 1999, 92~93, 148, 152쪽.
14. ↑  나미키 · 이노우에 1997, 41~43쪽.
15. ↑  하네다 2007, 345쪽.
16. ↑  가와구치 · 무라오 2008, 177~180쪽.
17. ↑  반노 1975, 257~8쪽.
18. ↑  Dennys 1867, 138쪽.
19. ↑  Martha Bebinger (2017년 7월 31일). “How Profits From Opium Shaped 19th-Century Boston”. WBUR.

## 같이 보기
- 백년국치
- 오병감
- 광동십삼행

## 참고 문헌
- 반노 마사타카(坂野正高) (1975). 〈중국을 영국의 외교관은 어떻게 보았을까? 매카트니 사절단의 파견부터 신해혁명까지〉. 《근대중국외교사 연구 (近代中國外交史研究)》. 이와나미 서점.
- 이노우에 히로마사(井上裕正). 〈중국의 개국 - 2차례의 아편전쟁(中国の開国―2つのアヘン戦争)〉.   호리카와 데츠오(堀川哲男)편. 《아시아의 역사와 문화 5 중국사 근 · 현대 (アジアの歴史と文化5 中国史 近・現代)》. 도호샤출판(同朋舎出版. ISBN 9784810408584.
- 나미키 요리히사(並木頼寿) · 이노우에 히로마사(井上裕正) (1997). 《세계의 역사 19 중화제국의 위기 (世界の歴史19 中華帝国の危機)》. 주오코론샤(中央公論社). ISBN 9784124034196.
- 기시모토 미오(岸本美緒) · 미야지마 히로시(宮嶋博史) (1998). 《세계의 역사 12 명청과 이조의 시대 (世界の歴史 12 明清と李朝の時代)》. 주오코론샤(中央公論社). ISBN 9784124034127.
- 오카모토 타카시(岡本隆司) (1999). 《근대중국과 세관(近代中国と海関)》 (일본어). 나고야대학출판회(名古屋大学出版会). ISBN 4815803579.
- 우에다 마코토(上田信) (2005). 《중국의 역사09 바다와 제국 명청시대(中国の歴史09 海と帝国 明清時代)》 (일본어). 고단샤. ISBN 9784062740593.
- 하네다 마사시(羽田正) (2007). 《흥망의 세계사 15 동인도회사와 아시아의 바다(興亡の世界史15 東インド会社とアジアの海)》 (일본어). 고단샤. ISBN 9784062807159.
- 모모키 시로(桃木至朗)편 (2008). 《해역 아시아사 연구 입문(海域アジア史研究入門)》. ISBN 9784000224840.

- 와타나베 미키(ja:渡辺美季)/스기야마 키요히코(杉山清彦). “제13장 근세후기 동아시아의 통교관리와 국제질서(第13章「近世後期東アジアの通交管理と国際秩序」)” (일본어).
- 가와구치 료헤이(川口洋平)/무라오 스스미(村尾進). “제19장 항구도시 사회론 -나가사키와 광저우(第19章「港市社会論―長崎と広州」)” (일본어).

- 카고타니 나오토(籠谷直人)/와키무라 코헤이(脇村孝平) (2009). 《제국과 아시아 · 네트워크 장기의 19세기(帝国とアジア・ネットワーク 長期の19世紀)》 (일본어). 세계사상사. ISBN 9784790714316.

- 이와이 시게키(岩井茂樹). “제국과 무역 16-18세기 동아시아 교류(帝国と互市 16-18世紀東アジア通交)”.

- 오카모토 다카시(岡本隆司)/가와시마 신(川島真) 편 (2009). 《중국근대외교의 태동(中国近代外交の胎動)》 (일본어). 도쿄대학출판회(東京大学出版会). ISBN 978-4130210737. (수록 논문)

- 랴오 민수(廖敏淑). “청대의 통상질서와 호시 - 청초부터 양차 아편전쟁까지(清代の通商秩序と互市 ―清初から両次アヘン戦争へ)”.